# Phytomyptera walleyi
Phytomyptera walleyi är en tvåvingeart som beskrevs av Brooks 1945. Phytomyptera walleyi ingår i släktet Phytomyptera och familjen parasitflugor.
Artens utbredningsområde är Québec. Inga underarter finns listade i Catalogue of Life.